# 湛佑森
湛佑森，JP（1946年4月16日—），香港會計師、湛兆霖長子。

## 背景
湛佑森1946年生於香港，祖籍廣東省廣州市增城區；於1963年畢業於聖保羅男女中學，後來取得香港大學文學士（1965年至1968年，1968年僅以「及格」畢業，未獲任何榮譽級數畢業資格）、加拿大皇后大學工商管理碩士（1968年至1970年）、英國巴斯大學管理學院哲學博士（1975年至1978年）、哈佛大學商學院國際教師文憑（1973年）、澳洲新英格蘭大學會計及財務學系管理文憑學位（1983年）。湛佑森曾任市政局議員（1976年起）及東區區議員（1982年起）等職，1983年6月獲委任為太平紳士。1984年至1988年獲委任為香港立法局非官守議員。1983年獲選為商品交易所主席。1985年商品交易所改名香港期貨交易所。1987年香港股災，期貨交易所主席湛佑森及副主席李福兆辭職。除此之外，湛佑森於1976年獲選為香港十大傑出青年。

## 個人生活
湛佑森和弟弟湛祐楠、湛佑棠、湛祐彬亦是香港賽馬會的會員、馬主，名下馬匹包括「香港發」、「獵狐者」、「獵狐章者」、「新獵狐者」、「獵狐者威」、「獵狐者勁」、「獵狐者高」；此外，湛佑森已婚，妻子為何氏（Winnie）。